# Aclytia terra
Aclytia terra là một loài bướm đêm thuộc phân họ Arctiinae, họ Erebidae.